# Oberduhr
Oberduhr ist ein Wohnplatz in der Gemeinde Kürten im Rheinisch-Bergischen Kreis.

## Lage und Beschreibung
Der Ort liegt abseits überregionaler Straßen an der Landesstraße 161 in der Nähe von Unterduhr nördlich von Kürten. In der Nähe fließt der Weidener Bach, der in Kürten in die Kürtener Sülz mündet.

## Geschichte
Die Topographia Ducatus Montani des Erich Philipp Ploennies aus dem Jahre 1715, Blatt Amt Steinbach, belegt, dass der Ort bereits 1715 als zwei Orte mit zwei Höfen bestand und als Duhr bezeichnet wurde. Aus der Charte des Herzogthums Berg 1789 von Carl Friedrich von Wiebeking geht hervor, dass Oberduhr zu dieser Zeit Teil der Oberhonschaft im Kirchspiel Kürten im Landgericht Kürten war. Er benennt den Ort als Dohr.
Unter der französischen Verwaltung zwischen 1806 und 1813 wurde das Amt Steinbach aufgelöst und Oberduhr wurde politisch der Mairie Kürten im Kanton Wipperfürth  im Arrondissement Elberfeld zugeordnet. 1816 wandelten die Preußen die Mairie zur Bürgermeisterei Kürten im Kreis Wipperfürth.
Oberduhr gehörte zu dieser Zeit zur Gemeinde Kürten.
Der Ort ist auf der Topographischen Aufnahme der Rheinlande von 1824 als Ober Duhr und auf der Preußischen Uraufnahme von 1840 als Oberthur verzeichnet.
Ab der Preußischen Neuaufnahme von 1892 ist er auf Messtischblättern regelmäßig als Oberduhr verzeichnet.
1822 lebten 28 Menschen im als Hof kategorisierten und Oberst-Duhr bezeichneten Ort.
1830 hatte der Ort 30 Einwohner und wurde mit Oberst-Duhr bezeichnet.
Der 1845 laut der Uebersicht des Regierungs-Bezirks Cöln als Hof kategorisierte Ort besaß zu dieser Zeit drei Wohnhäuser. Zu dieser Zeit lebten 13 Einwohner im Ober-Duhr genannten Ort, davon alle katholischen Bekenntnisses.
Die Gemeinde- und Gutbezirksstatistik der Rheinprovinz führt Oberduhr 1871 mit sechs Wohnhäusern und 26 Einwohnern auf.
Im Gemeindelexikon für die Provinz Rheinland von 1888 werden sechs Wohnhäuser mit 20 Einwohnern angegeben und der Ort mit Ober Duhr bezeichnet.
1895 hatte der Ort fünf Wohnhäuser und 22 Einwohner.
1905 besaß der Ort fünf Wohnhäuser und 19 Einwohner und gehörte konfessionell zum katholischen Kirchspiel Kürten.
1927 wurden die Bürgermeisterei Kürten in das Amt Kürten überführt. In der Weimarer Republik wurden 1929 die Ämter Kürten mit den Gemeinden Kürten und Bechen und Olpe mit den Gemeinden Olpe und Wipperfeld zum Amt Kürten zusammengelegt. Der Kreis Wipperfürth ging am 1. Oktober 1932 in den Rheinisch-Bergischen Kreis mit Sitz in Bergisch Gladbach auf.
1975 entstand aufgrund des Köln-Gesetzes die heutige Gemeinde Kürten, zu der neben den Ämtern Kürten, Bechen und Olpe ein Teilgebiet der Stadt Bensberg mit Dürscheid und den umliegenden Gebieten kam.